# Andrea Dunbar
Andrea Dunbar (* 22. Mai 1961 in Bradford, West Riding of Yorkshire; † 20. Dezember 1990 in Bradford) war eine britische Dramatikerin.

## Leben und Karriere
Andrea Dunbar wurde als drittes von acht Kindern des Ehepaares John Brian und Alma Dunbar in Bradford geboren. Sie wuchs in schwierigen Verhältnissen auf. Ihr Vater, der aufgrund des Niedergangs der Textilindustrie im Norden Englands seine Arbeit verlor, war Alkoholiker und gewalttätig gegenüber seiner Frau und seinen Kindern. Die Familie lebte in einer Sozialwohnung im berüchtigten Stadtteil Buttershaw.
Dunbar besuchte von 1966 bis 1972 die Horton Bank Top Junior School und danach bis 1977 die Buttershaw High School. Obwohl sie kein Interesse an der Schule zeigte, bemerkten Lehrer ihr Talent zum Schreiben. Deshalb sollte sie im Englisch-Unterricht ein kurzes Theaterstück verfassen. Das Stück The Arbor (dt.: Die Laube) handelte von einem Schulmädchen aus Bradford, das mit einem alkoholkranken und gewalttätigen Vater in einer Sozialsiedlung lebt und ungewollt schwanger wird, nachdem ihr Partner sie zum Sex drängt. Dunbar verhandelte darin ihre eigene ungewollte Schwangerschaft mit 14 Jahren und eine durch einen Autounfall verursachte Fehlgeburt.
Zwischen 1979 und 1983 brachte sie drei Kinder von drei verschiedenen Vätern zur Welt. Vor dem gewalttätigen Vater des ersten Kindes flüchtete Dunbar für 18 Monate in ein Frauenhaus. Eine Freundin, die sie dort kennenlernte und der sie ihr Manuskript von The Arbor zeigte, schickte den mit grünem Stift auf Schulheftseiten gekritzelten Text zu einem Wettbewerb für Theaterstücke junger Autoren am Royal Court Theatre in London, den Dunbar gewann. Das Stück wurde 1980 im Rahmen des Young Writers Festival uraufgeführt und war ein großer Erfolg. Deshalb bat Max Stafford-Clark, der Direktor des Theaters, Dunbar, aus dem Einakter ein abendfüllendes Stück zu machen, das daraufhin ebenso erfolgreich auf der Hauptbühne aufgeführt wurde.
Dunbar erhielt von Stafford-Clark den Auftrag für ein zweites Stück, das unter dem Titel Rita, Sue and Bob, too  (dt.: Rita, Sue und Bob dazu) 1982 am Royal Court Theatre uraufgeführt wurde. Es handelt von zwei Schulmädchen, die in einer heruntergekommenen Sozialsiedlung in Bradford leben und von einem älteren, verheirateten Mann verführt werden, für den beide als Babysitter arbeiten. Dunbar gewann damit den George Devine Award für aufstrebende Dramatiker. 1986 wurde das Stück unter dem gleichen Titel verfilmt, wobei Dunbar das Drehbuch verfasste. Drehort war die Siedlung, in der sie ihre Kindheit und Jugend verbracht hatte. Die Veröffentlichung des Films sorgte für großen Aufruhr in Bradford, da sowohl die Bewohner von Buttershaw als auch die Stadtverwaltung mit der Darstellung von Armut und den dort herrschenden Verhältnissen nicht einverstanden waren. Dunbar wurde deshalb angefeindet, weigerte sich jedoch, ihren Wohnsitz zu wechseln.
Ihr drittes Theaterstück, Shirley, hatte 1985 im Royal Court Theatre Premiere. Der erneut autobiografisch gefärbte Text behandelt die Untreue der Protagonistin, während ihr langjähriger Partner eine kurze Gefängnisstrafe absitzt.
1988 wurde sie dazu verurteilt, 5.400 Pfund an Sozialhilfe zurückzuzahlen, da sie ihre Einnahmen aus Theater und Film der zuständigen Behörde nicht vollständig gemeldet hatte.
Dunbar war zeitlebens schwere Raucherin und Trinkerin. Als sie am 20. Dezember 1990 alleine in einem Pub trank, brach sie plötzlich zusammen. Sie wurde ins Krankenhaus in Bradford eingeliefert, wo sie kurz darauf an den Folgen einer Gehirnblutung verstarb.

## Nachleben
Kurz nach Dunbars Tod wurde in der Stadtbücherei Bradfords ein Raum nach ihr benannt, der Autorinnen und Autoren, die zuhause nicht in Ruhe arbeiten können, als Arbeitsraum dienen soll. Der Dramatiker und Schauspieler Robin Soan verfasste 2000 das Stück A State Affair, das von Dunbars Umfeld in der Buttershaw-Siedlung handelt. Im Jahr 2010 erhielt das Haus, in dem sie bis zu ihrem Tod lebte, eine blaue Plakette mit ihrem Namen und ihren Lebensdaten zur Erinnerung. Im selben Jahr erschien auch der Film The Arbor von Clio Barnard, der das Leben von Dunbar und ihrer ältesten Tochter Lorraine behandelt. Der 2017 erschienene Roman Black Teeth and a Brilliant Smile von Adelle Stripe erzählt die Lebensgeschichte Andrea Dunbars und wurde 2019 von Lisa Holdsworth als Theaterstück adaptiert.

## Werke
- The Arbor. Royal Court Theatre, London, 1980.
- Rita, Sue and Bob, too. Royal Court Theatre, London, 1982.
- Shirley. Royal Court Theatre, London, 1985.
- Rita, Sue and Bob, too: with the arbor; and Shirley: three stage plays. Methuen, London, 1988, ISBN 978-0-413-18340-8